# Фонд защиты прав человека
Фонд защиты прав человека (англ. Human Rights Foundation, HRF) — некоммерческая организация, которая занимается продвижением и защитой прав человека во всем мире, уделяя особое внимание закрытым обществам.
Был основан в 2005 году Тором Халворсеном Мендосой, венесуэльским кинопродюсером и правозащитником. Председатель с 1 июля 2024 года — российский оппозиционный политик Юлия Навальная. Головной офис фонда находится в Эмпайр-стейт-билдинг в Нью-Йорке.

## Цели и принципы
На веб-сайте HRF говорится, что фонд придерживается определения прав человека, изложенного в Международном пакте о гражданских и политических правах (1976 г.), предполагающего, что все люди имеют право на свободу слова, право на отправление культа по своему усмотрению, право свободно объединяться с единомышленниками, право приобретать собственность и распоряжаться ею, право покидать свою страну и въезжать в нее, право на равное обращение и надлежащую правовую процедуру в соответствии с законом, право на участие в управлении своей страной, свободу от произвольного задержания или изгнания, свободу от рабства и пыток, свободу от вмешательства и принуждения в вопросах совести. 

## Финансирование
Согласно финансовой информации на веб-сайте фонда, донорами HRF являются казначей DNC Эндрю Тобиас, актер Келси Грэммер, бизнесмен Билл Браудер, актриса Энн Арчер, профессор Гарварда Стивен Пинкер, криптовалютный предприниматель Брок Пирс, актер Гэри Синиз, основатель Craigslist Крейг Ньюмарк, специалист по технологиям. инвестор Питер Тиль и модельер Занг Той. HRF также получал средства от многочисленных фондов, в том числе Фонда Аркус, Фонда Большого Нового Орлеана, Фонда Линда и Гарри Брэдли, Фонда сообщества Вайоминга, Объединенной федеральной кампании, Фонда Сары Скейф, Фонда за демократию в России, Фонд Джона Темплтона, Фонда Роджера Файрстоуна и благотворительного фонда Vanguard. HRF также поддерживается Фондом Брина- Войчитски, созданного владельцем Google Сергеем Брином и аналитиком в области биотехнологий Энн Войчицки.